# Jan Jeník (kazatel)
Jan Jeník, v německém prostředí známý též jako Johannes Jaenicke (či Jänicke) (6. července 1748, Berlín – 27. července 1827, Berlín) byl luterským kazatelem a zakladatelem první misijní školy v Německu.
Působil v českém exulantském sboru v Berlíně, nejprve jako druhý pastor a od roku 1792 jako první pastor. Byl pietistického ražení. Přeložil a v roce 1788 vydal v Berlíně tiskem spis Idea Fidei Fratrum, v němž August Gottlieb Spangenerg, biskup Moravských bratří, vyložil podstatu učení této protestantské církve, která byla v 18. století také výrazně ovliněna pietistickým hnutím.
Roku 1800 založil misijní školu, o pět let později založil Biblickou společnost a v roce 1811 spolek pro vydávání křesťanských traktátů. Věnoval se i diakonické činnosti – pro chudé založil tzv. Polévkový ústav (Suppenanstalt).
Zasloužil se o vydání české Bible v letech 1807 a 1813; obě vydání této tzv. berlínky byla hojně šířena i v českých zemích.
Jeho mladší bratr Josef Daniel Jaenicke působil jako misionář v Indii.